# Schattenbibliothek
Schattenbibliotheken sind Volltextdatenbanken im Internet, die wie klassische Bibliotheken öffentlich eingesehen werden können und dabei gegen geltende Urheberrechtsbestimmungen verstoßen können. Angelehnt an entsprechende Handlungen in Bezug auf Software, Musik oder Filme, ist mitunter auch von „Buchpiraterie“ die Rede. Schattenbibliotheken werden oftmals gegründet, um vor dem Hintergrund der sogenannten Zeitschriftenkrise einer breiten Öffentlichkeit den Zugriff zu kostenpflichtiger wissenschaftlicher Literatur zu ermöglichen. Sie erfüllen die Forderung,
dass öffentlich finanzierte Forschungsergebnisse für jedermann frei verfügbar sein sollten (Open Access), und werden als Reaktion auf die teilweise exorbitant hohen Preise insbesondere für naturwissenschaftliche Literatur angesehen. Schattenbibliotheken werden manchmal als Schwarzes Open Access bezeichnet.
Neben klassischen Schattenbibliotheken existieren weitere, verwandte Projekte und Dienste, die den Zugang zu versperrter Literatur ermöglichen, zum Beispiel Techniken zur Umgehung von Paywalls (Sci-Hub bis 2014), Literaturtauschbörsen und akademische Soziale Netze wie Researchgate und Academia.edu.

## Beispiele
Anna’s Archive, eine Metasuchmaschine, spiegelt und indiziert die Schattenbibliotheken Sci-Hub, Library Genesis, Z-Library, sowie die digital ausleihbaren Werke der Open Library des Internet Archive. Im Jahr 2023 wurde Anna's Archive als die größte Schattenbibliothek betrachtet, wobei zuvor das Projekt Library Genesis diese Bezeichnung innehatte. Nach eigenen Angaben stehen Anna’s Archive Metadaten zu über 120 Millionen Werken zur Verfügung. Sci-Hub sucht stärker als andere Schattenbibliotheken die Öffentlichkeit und propagiert bewusster den sogenannten Guerilla Open Access. Weitere Schattenbibliotheken waren die Tor Onion Services TorBoox und der Jotunbane’s Reading Club. Der Dienst Imperial Library of Trantor wurde 2023 neu gestartet.

## Kontroversen
Die Kontroversen um Schattenbibliotheken sind ein Teilaspekt der Frage nach dem Umgang mit Medienpiraterie. Schattenbibliotheken stellen verbreitete Geschäftsmodelle von Verlegern in Frage und werden dafür kritisiert. Im Vergleich zu klassischen Bibliotheken (die wirtschaftlich teilweise vom Verlagswesen abhängen und umgekehrt), sind Schattenbibliotheken oft schneller, einfacher zugänglich, umfangreicher ausgestattet und günstiger und werden in der Folge auch als eine Bedrohung des Bibliothekswesens wahrgenommen. Im Sommer 2023 wurden OpenAI (Betreiber von ChatGPT) und weitere Anbieter von Large-Language-Model-Diensten von Autoren beschuldigt, die Trainingsdaten für ihre Software unrechtmäßig aus Schattenbibliotheken wie Z-Library bezogen zu haben.

## Rechtliche Einordnung
Schattenbibliotheken verletzen das Urheberrecht der Autoren bzw. der Verleger oder sonstiger Berechtigter und werden daher rechtswidrig betrieben. Klagen von Verlagen sind demzufolge zunehmend stattgegeben worden. Beispielsweise wurde dem Wissenschaftsverlag Elsevier im Sommer 2017 in einem Rechtsstreit gegen Sci-Hub von einem New Yorker Gericht Schadensersatz in Höhe von 15 Millionen US-Dollar zugesprochen.
Die Nutzung von Schattenbibliotheken durch Leser wird dagegen im Schrifttum differenzierter beurteilt. Die Diskussion greift in Ermangelung einschlägiger Urteile hierzulande auf Literatur und Rechtsprechung zum Streaming von Filmen aus unrechtmäßigen Quellen zurück.
So ist vertreten worden, das Lesen piratierter Schriften am Bildschirm sei als bloßer Werkgenuss erlaubt, nur das Speichern und das Ausdrucken verstoße gegen das Urheberrecht. Dies deshalb, da letztere nicht „geboten“ im Sinne von § 53 II 1 Nr. 1 UrhG wären. Das Lesen wissenschaftlicher Literatur ist für die Nutzer von Bibliotheken regelmäßig nicht mit besonderen Kosten verbunden. Auch soweit hierfür die Fernleihe genutzt wird, entständen nur geringe Gebühren, die kaum ins Gewicht fielen. Jedoch ist zu bedenken, dass auch der bloße Lesegenuss durchaus einen geldwerten Vorteil darstellt, weil  dadurch beispielsweise Aufwendungen für die Nutzung kostenpflichtiger Dienste eingespart werden können, die ebenfalls nur einen Lesezugriff gewähren (§ 44a Nr. 2 UrhG). Der Urheberrechtler Eric Steinhauer kam daher im Jahr 2016 zu dem Schluss, das Lesen von Texten aus der Schattenbibliothek Sci-Hub erfolge „in einer rechtlichen Grauzone“.
Demgegenüber hat der Europäische Gerichtshof im Jahr 2017 in Bezug auf das Betrachten von Filmen aus unrechtmäßiger Online-Quelle eine Urheberrechtsverletzung seitens des Benutzers bejaht. Die Entscheidung ist in der Folge auf Schattenbibliotheken vielfach übertragen worden. So wäre schon der bloße Abruf von Dateien aus einer Schattenbibliothek, auch wenn sie nicht gelesen, gespeichert oder ausgedruckt würden, rechtswidrig.
Hanjo Hamann und Daniel Hürlimann weisen darauf hin, dass die Nutzung von Sci-Hub nach Schweizer Recht wegen der Eigengebrauchsregelung rechtmäßig sei.
Im März 2019 ordnete der Pariser Tribunal de grande instance aufgrund einer Klage von Elsevier und Springer Nature an, dass die französischen Internetzugangsprovider verpflichtet sind, den Zugriff auf Sci-Hub und Library Genesis zu sperren.
Im November 2022 beschlagnahmte das US-amerikanische FBI ein Netzwerk aus „circa 249 Domains“ der Schattenbibliothek Z-Library. Sie war seitdem nicht mehr im freien Internet erreichbar. Am 3. November 2022 wurden die beiden russischen Staatsbürger Anton Napolsky und Valeriia Ermakova in Argentinien festgenommen und in den USA wegen Urheberrechtsverletzungen, Betrug durch Telekommunikationsmittel und Geldwäsche für den Betrieb von Z-Library angeklagt. Sie sollen „seit dem Jahr 2009 … mehr als 11 Millionen E-Books illegal angeboten haben“.
Im Februar 2024 wurde Anna’s Archive vom Online Computer Library Center (OCLC) verklagt, einer amerikanischen Non-Profit-Organisation, die für ihre WorldCat-Datenbank bekannt ist; dennoch „stellt OCLC klar, dass seine internen Systeme nicht gehackt wurden“.